# Michelle Greig
Michelle Greig, znana także jako Mitchey Greig (ur. 4 października 1988 w Invercargill) – nowozelandzka narciarka dowolna, specjalizująca się w skicrossie, uczestniczka Zimowych Igrzysk Olimpijskich 2010.
W Pucharze Świata zadebiutowała w lutym 2008 roku w Deer Valley, zajmując 15. miejsce. Tym samym zdobyła pierwsze w karierze punkty do klasyfikacji. Najwyższe miejsce w karierze w zawodach tej rangi osiągnęła 9 marca 2008 w Meiringen-Hasliberg, kiedy to była siódma. W tym samym roku zajęła najwyższe miejsce w klasyfikacji łącznej Pucharu Świata. Została wówczas sklasyfikowana na 69. pozycji (w tym na 19. miejscu w skicrossie).
W marcu 2009 wystąpiła na mistrzostwach świata w Inawashiro i zajęła 25. miejsce w skicrossie. W lutym 2010 roku uczestniczyła w zimowych igrzyskach olimpijskich w Vancouver i w tej samej konkurencji była trzydziesta. W sierpniu 2011 zajęła trzecie miejsce w zawodach Australian New Zealand Cup.
W swoim starcie olimpijskim w 2010 roku zakwalifikowała się do pierwszej rundy, w której przegrała z Fanny Smith, Julią Murray i Katrin Ofner, w efekcie czego odpadła z dalszej rywalizacji.

## Osiągnięcia

### Igrzyska olimpijskie
| Rok i miejsce   | Konkurencja | Kwalifikacje | Kwalifikacje | 1/8 finału | Ćwierćfinały | Półfinały | Finały | Miejsce | Zwyciężczyni    |
| Rok i miejsce   | Konkurencja | Czas         | Miejsce      | 1/8 finału | Ćwierćfinały | Półfinały | Finały | Miejsce | Zwyciężczyni    |
| --------------- | ----------- | ------------ | ------------ | ---------- | ------------ | --------- | ------ | ------- | --------------- |
| 2010, Vancouver | Ski cross   | 1:22,52      | 30. Q        | 4. nq      |              |           |        | 30.     | Ashleigh McIvor |

### Mistrzostwa świata
| Rok i miejsce    | Konkurencja | Kwalifikacje | Kwalifikacje | 1/8 finału | Ćwierćfinały | Półfinały | Finały | Miejsce | Zwyciężczyni    |
| Rok i miejsce    | Konkurencja | Czas         | Miejsce      | 1/8 finału | Ćwierćfinały | Półfinały | Finały | Miejsce | Zwyciężczyni    |
| ---------------- | ----------- | ------------ | ------------ | ---------- | ------------ | --------- | ------ | ------- | --------------- |
| 2009, Inawashiro | Ski cross   | 53,30        | 24. Q        | 3. nq      |              |           |        | 25.     | Ashleigh McIvor |

### Puchar Świata

#### Miejsca w klasyfikacji generalnej
| Sezon     | Punkty (klasyfikacja łączna) | Miejsce (klasyfikacja łączna) | Punkty (ski cross) | Miejsce (ski cross) |
| --------- | ---------------------------- | ----------------------------- | ------------------ | ------------------- |
| 2007/2008 | 11                           | 69.                           | 87                 | 19.                 |
| 2008/2009 | 5                            | 101.                          | 53                 | 30.                 |
| 2009/2010 | 10                           | 70.                           | 108                | 24.                 |
| 2010/2011 | 0                            | 140.                          | 4                  | 43.                 |